# تیری دبس
تیری دبس (انگلیسی: Thierry Debès؛ زادهٔ ۱۳ ژانویهٔ ۱۹۷۴) بازیکن فوتبال سابق اهل فرانسه است که به عنوان دروازه‌بان بازی می‌کرد.
از باشگاه‌هایی که در آن بازی کرده‌است می‌توان به باشگاه فوتبال آژاکسیو، باشگاه فوتبال گنگام، و باشگاه فوتبال استراسبورگ اشاره کرد.